# Authorware
Authorware最初是由麥可·阿倫于1987年创建的公司，而multimedia正是Authorware公司的产品。1970年代，Allen参加协助PLATO学习管理系统（Learning Management System，LMS）的开发。Authorware是一种解释型、基于流程的图形编程语言。Authorware被用于创建互动的程序，其中整合了声音、文本、图形、简单动画，以及数字电影。

## 历史
1992年，Authorware跟MacroMind-Paracomp合并，组成了Macromedia公司。2005年，Adobe与Macromedia签署合并协议，新公司名仍旧名为Adobe Systems。2007年8月3日，Adobe宣布停止在Authorware的開發計劃，而且並沒有為Authorware提供其他相容產品作替代。Adobe解釋：由於科技日新月異，電子學習與傳統學習模式的界線變得愈來愈模糊。所以，現時學習管理系統並不再適用，反而應該著眼於推廣其他可以讓教學人員可以作快速學習的工具，例如：Acrobat、Acrobat Connect、Captivate等軟件。

## 特性
Authorware程序开始时，新建一个“流程图”，通过直观的流程图来表示用户程序的结构。用户可以增加并管理文本、图形、动画、声音以及视频，还可以开发各种交互，以及起导航作用的各种链接、按钮、菜单。Macromedia Director的电影业可以整合到Authorware项目中。Xtras，或add-ins，也可以用于Authorware功能的扩展，这类似于HyperCard的XCMD。通过变量、函数以及各种表达式，Authorware的力量可以进一步地被开启。
Adobe Authorware是當今使用最廣泛的線上學習編輯軟件（authoring applications）之一。Authorware之類的編輯軟件，主要用於生產多媒體交互式課件。
課件內容可以隨心所欲，從簡單地演示如何換輪胎，到複雜的工業或醫學操作。對於一些簡單的多媒體應用程序而言，還需要使用一些簡單的腳本，這樣看起來會更有感染力。腳本應用的越熟練，Authorware功能被發掘的也就越多。在Auhtorware 7中，腳本除了用Authorware本地腳本語言，還可以用JavaScript。
光看這個截屏，如果你原來沒有接觸過，可能會感到無從下手，但即使你不懂腳本，通過Authorware提供的簡單對話框，也可以對圖標的行為、屬性等進行配置，進而開發出簡單的線上學習應用程序。
Authorware可通過CD、DVD以及網絡，進行線上學習內容發佈。遵照SCORM標準後，Authorware的作品可以放在任何SCORM兼容的學習管理系統系統上發佈。許多媒體類型的文件都可以被導入Authorware中，比如Adobe Flash、Adobe Director、各種格式的數字影片、數字音頻、各種格式的圖片，還有Powerpoint。Authorware通過第三方的「Xtras」和「.u32's」，還可以進行更豐富的功能擴充。